# Francisco Flores Pérez
Francisco Guillermo Flores Pérez (17 d'octubre de 1959-30 de gener de 2016) va ser president del Salvador en el període de 1999-2004. Fou membre del partit Aliança Republicana Nacionalista (ARENA).
Va estudiar filosofia en el Amsherst College, i va ingressar en el món polític després de la mort del seu sogre, el Cap de Personal en el govern d'Alfredo Cristiani. Va començar la seva carrera política en ARENA com a Ministre de Planificació. Després com Vice-ministre de la Presidència, amb funcions com Assessor del cap d'Estat, i va dirigir el pla d'acció governamental per a acordar els Tractats de Pau de gener de 1992 que van acabar amb dotze anys de conflicte armat al país.
En les eleccions del 20 de març de 1994, Flores va ser elegit diputat per a l'Assemblea Legislativa i el president Armando Calderón Sol el va nomenar Secretari d'Informació per a la Presidència. El 29 de març de 1999, ARENA va anunciar que Flores seria el seu candidat per a les eleccions de 1999. L'1 de juliol de 1999 va esdevenir el tercer president del partit ARENA que governava El Salvador i en el cap de govern més jove del continent (39 anys).
El desgast durant els cinc anys del seu mandat van fer decidir al partit ARENA de buscar un altre candidat per a les següents eleccions, Tony Saca, qui guanyà les eleccions del 2004 amb una polèmica estratègia mediàtica.